# よん駒!
『よん駒!』（よんこま!）は、原作：maa坊、漫画：みやびあきのによる日本の漫画作品。『ヤングガンガン』（スクウェア・エニックス）にて2014年第17号から不定期連載中。単行本は2014年5月24日現在1巻まで発売中。話数表記は「第○局」。
俗に言う「学園将棋4コマ漫画」。将棋好きの高校生の少年が、高校入学を機に将棋部へ入部するも、奇想天外で残念な女子部員との交流に巻き込まれながらも、過去に将棋で遊んだ幼馴染を探すために奮闘していく物語。将棋部員の不真面目な対局場面が多いギャグ描写が特徴で、中には実在した将棋棋士が幽霊となって部員に憑依して対局するなどといったブラックジョークも盛り込まれている。なお、本作自体はギャグが根幹となっているため、将棋をよく知らない人でも読みやすい作風で描かれている。
原作者のmaa坊は、子供の頃から将棋好きで、漫画原作者となった現在では「将棋漫画を描くとは思わず、こういう形でこういう形で将棋に関われるのは幸せです。」と感想を述べ、作画のみやびあきのは「maa坊のおかげで将棋業界に詳しくなり、棋譜はさっぱりだが将棋棋士の話はドラマもユーモアもあって面白い」と感想を漏らしている。なお、単行本1巻発売時の帯にて、将棋プロ棋士の広瀬章人八段が推薦コメントを寄せている。

## あらすじ
将棋暦10年の将棋好きの少年・白鷹レオは、幼少時代に将棋で遊んだ幼馴染との再会を望み、歩成高校の入学を機に将棋部へ入部するも、そこにいたのはクセ者ぞろいの女子部員ばかりであった。将棋の駒を「デコる」ことが好きなギャルで、将棋は素人ながらも絶大な強さを持つ将棋部部長・琥須女きらり、将棋の駒をしばしば擬人化して妄想する腐女子で和服少女の将棋部副部長・藤原萌々、将棋の駒を武器のように扱う、もしくは手の込んだ細工を施す忍者・お凛、将棋は素人で霊能力で故人のプロ棋士を降霊させ代打ちさせる人見知りの激しい少女・占島うらら、熱血で涙もろく、特攻服を脱ぐと乙女になるスケバン教師で将棋部顧問・逢魔ヶ時冥夜に巻き込まれながらも、幼馴染との再会を兼ねて将棋大会に向けて奮闘する。

## 登場人物

### 歩成高校
白鷹レオ（はくたか レオ）
本作の主人公。歩成高校1年生。将棋部部員。将棋アマチュア三段。幼少時代に幼馴染と将棋を指したことがきっかけで将棋好きとなり、将棋の話をすると止まらなくなるほどで、将棋暦10年にまで上り詰めた。棋力もそれなりに高い。幼馴染と再会すべく、将棋部があると聞いた歩成高校入学と同時に将棋部に入部する。奇想天外で残念な女子部員たちに振り回されて、しばしば将棋のペースを狂わされることもあるが、幼馴染との再会に向けて、高校将棋部大会に向けて奮闘していく。
琥須女きらり（こすめ きらり）
歩成高校将棋部部長。金髪のギャルで、将棋の駒を「デコる」のが趣味。将棋部に入部したのは「指したらカッコよさそう」というのが理由。将棋は高校デビューで、実力は素人そのものだが、絶大な強運で実力を発揮し、将棋の経験が豊富なレオを初戦で圧倒した。その棋力は、レオにアマチュア五段の実力と評されている。レオを「ハクっち」と呼ぶ。
藤原萌々（ふじわら もも）
歩成高校将棋部副部長。和服を着ており、髪型は姫カットの団子頭。将棋の駒を擬人化させて妄想する腐女子。棋力に関しては、レオにアマチュア初段の実力と評されている。
お凛（おりん）
歩成高校将棋部部員。神出鬼没の忍者（くノ一）で、猫の帽子を被り、口元をマスクで覆っている。将棋では全て忍術任せで、駒に細工して相手を錯乱させたり、将棋盤のマス目に細工して駒を隠すなど、セコい手を使う。棋力はレオにアマチュア3級と評されている。
占島うらら（うらしま うらら）
歩成高校将棋部部員。人見知りが激しく、霊感が強いため、実在したプロ棋士の霊を降霊させて代わりに打たせる。
逢魔ヶ時冥夜（おうまがとき めいや）
歩成高校将棋部顧問。特攻服を着たスケバン教師。歩成高校の名物教師で、数々の不良たちを倒した伝説を持つ。実はきらりたちを勧誘して将棋部を設立した、実質的な将棋部の創始者である。普段は粗野な言動が目立つが、特攻服を脱ぐと乙女になる。
大山康晴（おおやま やすはる）
実在の人物。将棋プロ十五世名人。うららによって降霊され、将棋大会ではうららに憑依して参戦する。
升田幸三（ますだ こうぞう）
実在の人物。実力制第四代名人。生前は大山のライバルであった。うららによって降霊される。

## 書籍
- maa坊・みやびあきの 『よん駒!』スクウェア・エニックス《YGコミックス》 既刊1巻（2014年5月現在）
  1. 2014年5月24日発売、ISBN 978-4-7575-4315-7